# РД-170
РД-170 — советский жидкостный ракетный двигатель (ЖРД), разработанный КБ «Энергомаш» (начало работ 1976).
Четырёхкамерный двигатель закрытого цикла работает на паре кислород-керосин.
Разработан для РН   «Энергия».
Тяга РД-170 — около 740 тонн-сил на уровне моря, он является самым мощным ЖРД в мире из когда-либо созданных (вторым по мощности является американский F-1, устанавливавшийся на первой ступени РН «Сатурн-5», который является самым мощным, но уже среди однокамерных ЖРД), при почти одинаковой массе и габаритах, по сравнению с F-1. При этом РД-170 намного эффективнее расходует топливо, поскольку обладает в 3,5 раза большим давлением в камерах сгорания и построен по схеме закрытого цикла в отличие от F-1, использующего более простой, но менее эффективный открытый цикл. Именно благодаря этому, при почти одинаковом расходе топлива тяга РД-170 на уровне моря превосходит тягу F-1 примерно на 7,2 %.
Предназначен для многоразового использования (аттестован для 10-кратного использования). Базовый вариант использовался на первой ступени РН «Энергия» и «Зенит»; на его основе разработаны двигатели РД-180 (применяющийся на американских РН «Атлас-3» и «Атлас-5») и РД-191 (для РН «Ангара»).
До РД-170 в 1973—1974 годах, по программе разработок экологически чистых двигателей, велись разработки и других двигателей (РД-123, РД-124, РД-125), к примеру в июне 1974 года были разработаны технические предложения по двигателю РД-150 с тягой до 1500 тс (по другим данным 1002,6 тс на уровне моря и 1135,9 тс в вакууме).

## Характеристики
- 4 камеры сгорания, 4 сопла
- Два газогенератора, работающие на одну турбину
- Тяга в вакууме 806,4 тс
- Тяга на уровне моря 740 тс
- Удельный импульс в вакууме 337,2 с
- Масса 9750 кг
- Энергомассовое совершенство (отношение тяга/вес) 82

## Варианты

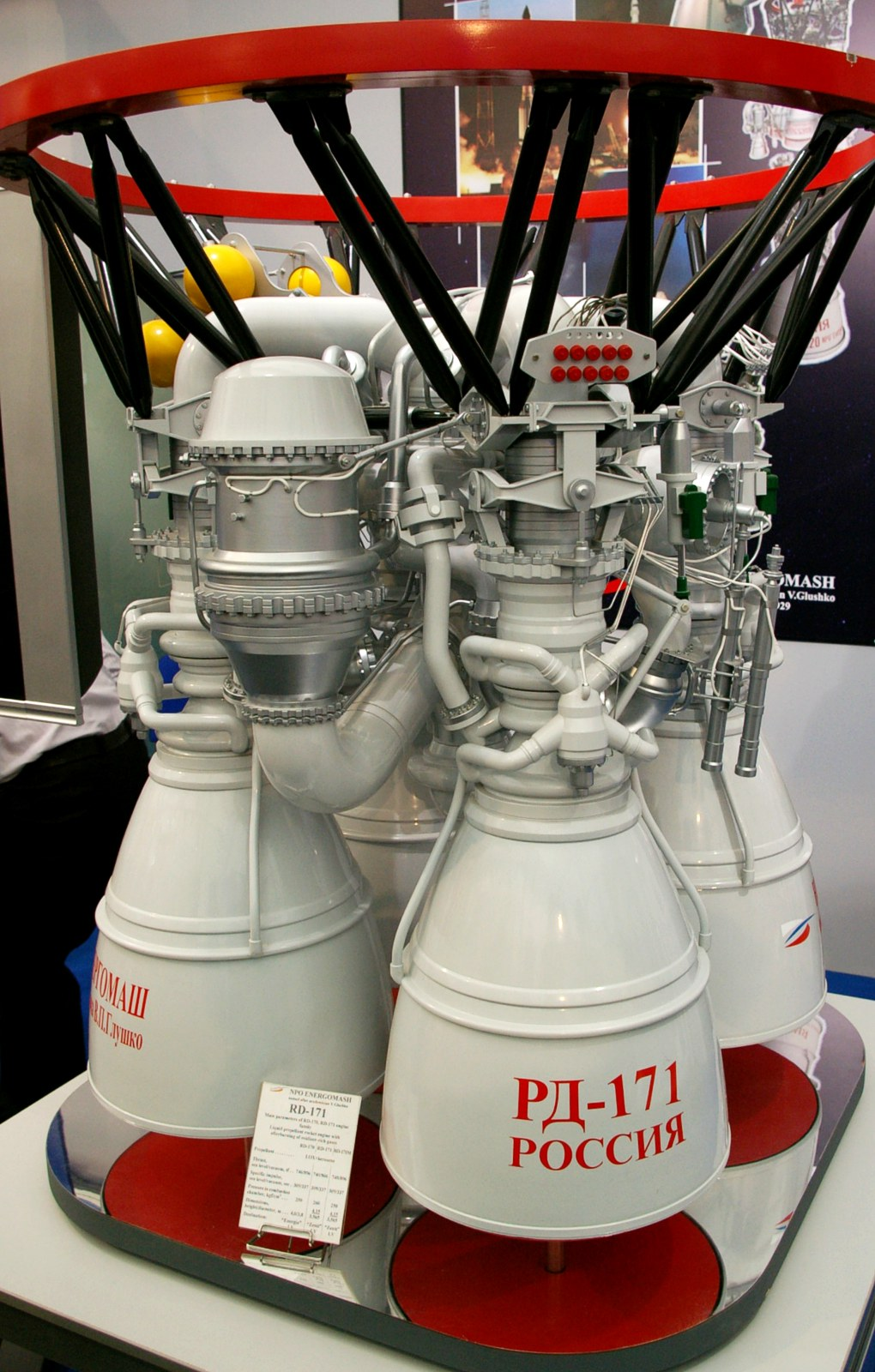
Модель РД-171

- РД-170 — для первой ступени «Энергии». Двигатель может обеспечить управление в двух плоскостях — по тангажу и по рысканию, благодаря синхронному качанию всех четырёх камер двигателя.
- РД-171 — в отличие от базовой модели РД-170, управляет каждой камерой только в одной плоскости, все камеры двигателя качаются тангенциально. Двигатель РД-171 используется в ракетах-носителях «Зенит».
- РД-171МВ — разрабатываемый модернизированный вариант двигателя РД-171М для использования в первой ступени новой ракеты-носителя среднего класса «Союз-5» и в первой же ступени будущей сверхтяжёлой ракеты для полётов в ближний и дальний космос.
- РД-175 — разрабатываемый вариант с двумя ТНА, тягой в 980 тс у земли и 1000 тс в вакууме, для перспективной ракеты «Энергия-К» (достичь этого можно тремя способами: 5-камерная версия РД-170 с небольшим форсированием (в габарит 4,1 м почти вписывается), вариант РД-170 по схеме газ-газ, с увеличением ВЧ устойчивости и расширением КС с 370 до стандартных 430 мм, перевод РД-170 на кислород-НДМГ/НДБГ[прояснить] со скачкообразным ростом ТТХ: давление с 250 до 330 атм, УИ с 309,5 до 333 с, тяга до 265 тс на камеру; в то же время двигатели с несколькими ТНА бесперспективны в плане надёжности, и Глушко при разработке РД-170 от такого варианта отказался)[3].